# Eburia porulosa
Eburia porulosa là một loài bọ cánh cứng trong họ Cerambycidae.